# Slovjansk
Slovjansk (ukrainsk: Словянськ, russisk: Славянск tr. Slavjansk) er en by i det østlige Ukraine og administrativt centrum for den Slavjansk rajon i Donetsk oblast. Byen blev grundlagt i 1676 og havde i 2013 et befolkningstal på 117.994.

## Historie
Slovjansk historie går tilbage til 1645, da den russiske zar Aleksej Mikhajlovitj af Rusland grundlagde grænsefæstningen Tor som værn mod Krim-angrebene og slaveangreb på de sydlige forstæder til det moderne Ukraine og Rusland. Og omkring 1676 voksede byen Tor frem omkring fæstningen.
I 1664 blev et første saltanlæg til udvinding af salt bygget, og arbejdere slog sig ned i området.
Da der er flere saltsøer i området opstod der saltproduktion i byen. I løbet af 1600-tallet var saltproduktionen den vigtigste lokale industri, men i løbet af 1700-tallet blev produktionen urentabel og ophørte den 21. december 1782.
I 1784 blev byen omdøbt til Slajansk. Det blev i 1797 en del af Kharkov guvernementet i Det Russiske Kejserrige. Et feriested blev etableret ved bredden af Ropne-søen i 1832.
I april 1918 tog tropper loyale over for Den ukrainske folkerepublik kontrol over Slavjansk.
Byen blev besat af Nazi-Tyskland den 28. oktober 1941. I december 1941 henrettede SS Einsatzkommando 4b mere end tusind jøder, der boede i Slavjansk. Den Røde Hær fordrev midlertidigt de nazistiske besættere den 17. februar 1943. Tyskerne generobrede den den 1. marts 1943. Den Røde Hær generobrede Slavjansk den 6. september 1943.

### Sammenstød i 2014
Den 12. april 2014, under krisen der fulgte ukrainske revolution i 2014, erobrede maskerede mænd i militæruniformer, skudsikre veste og bevæbnet med Kalasjnikovrifler eksekutivkomiteens bygning, politistationen og SBUs kontor i Slovjansk. Den ukrainske indenrigsminister Arsen Avakov omtalte de bevæbnede mænd som "terrorister" og lovede at bruge de ukrainske specialstyrker til at generobre bygningerne.
Den ukrainske regering udstedte den 13. april et ultimatum til separatisterne om at nedlægge våbnene og overgive sig til myndighederne inden for de næste 48 timer eller stå over for magtanvendelse. Samme dag rapporteredes der om kampe mellem bevæbnede mænd og ukrainske tropper, med tab på begge sider. De ukrainske landstyrker blev indsat dagen efter de pro-russiske separatister havde afvist ultimatummet om at nedlægge våbnene. To civile blev skudt, mens en blev såret i en bil i Slavjansk.

### Gidsler og bortførelser
En række mennesker er blevet arresteret og bortført under konflikten. Separatistlederen Vjatjeslav Ponomarjov har bekræftet, at hans gruppe har tilbageholdt op mod 10 civile og advaret om at han ville dræbe dem, hvis ukrainske styrker gennemførte et angreb. Samtidigt beskyldte han de tilbageholdte for at være "provokatører".

#### OSCE-udsendinge
Den 25. april mistede det ukrainske udenrigsministerium nær Slovjansk kontakten med en gruppe OSCE-udsendinge. Gruppen bestod af tre tyske soldater, en tysk oversætter og militærobservatører fra Tjekkiet, Polen, Sverige og Danmark, sagde en talsmand.
| - - Tysk tolk - Alex Schneider - Tysk oberst - - Tysk soldat - - Tysk soldat | - - Tjekkisk soldat - Krzysztof Kobielski - Polsk soldat - Thomas Johansson- Svensk major - John Gerhard Østergaard Christensen - Dansk chefsergent |

OSCE-udsendingene blev frigivet den 3. maj efter ukrainske militærstyrkers andet angreb på Slavjansk. Sammen med OSCE-udsendingene blev fem tilbageholdte ukrainske observatører frigivet.

#### Lejesoldater fra Academi støtter de ukrainske tropper
I følge Der Spiegel (11.05.2014) deltager mere end 400 lejesoldater fra Academi (tidl. Blackwater) i den ukrainske hærs angreb på den pro-russiske enklave i Slovjansk. Oplysningerne har længe været fremlagt af russisk presse, men er med artiklen i Der Spiegel første gang blevet bekræftet af vestlige medier. Academi afviste den 17. marts oplysningerne som "Some irresponsible bloggers and an online reporter[s] ... rumors".

## Demografi
Ved folketællingen 2001 havde byen 124.829 indbyggere, Slovjansk rajon (distrikt) havde 146.585 indbyggere (1. maj 2013 var indbyggertallet på 137.500 i rajonen). 54,6% af befolkningen betragtede ved folketællingen russisk som deres modersmål, mens 44,2% betragtede ukrainsk som modersmål

### National sammensætning
Ved folketællingen blev den nationale sammensætning opgjort til:
| # | Nationalitet    | antal   | %      |
| - | --------------- | ------- | ------ |
| 1 | ukrainere       | 104 423 | 73,1   |
| 2 | russere         | 33 649  | 23,6   |
| 3 | tyrkere         | 829     | 0,6    |
| 4 | hviderussere    | 766     | 0,5    |
| 5 | armenere        | 592     | 0,4    |
| 6 | grækere         | 320     | 0,2    |
| 7 | romaer          | 279     | 0,2    |
| 8 | aserbajdsjanere | 208     | 0,1    |
|   | I alt           | 142 873 | 100,00 |